# Тадеуш Янчар
Тадеуш Янчар (пол. Tadeusz Janczar), справжнє прізвище — Мусял (пол. Musiał, 25 квітня 1926, Варшава — 31 жовтня 1997, Варшава) — польський актор театру і кіно.

## Біографія
Під час другої світової війни воював з окупантами в рядах польської підпільної Армії Крайової. Учасник Варшавського повстання 1944 року. Пізніше був фронтовим артистом в 1-ї польській піхотній дивізії.
У 1947 році закінчив драматичну школу, отримав акторський диплом, грав на сцені Театру Дому Війська Польського ім. Костюшка. Пізніше служив у театральних колективах Ольштина, Лодзі та столичних театрах — Powszechny і Narodowy. Виступав на радіо.
Випускник Вищої Державної школи кінематографа, телебачення і театру в Лодзі. Один з провідних акторів польської школи кіно.
У кіно дебютував в 1952 році. Співпрацював з творцями польського повоєнного кінематографа — A. Вайдою, A. Мунком.
Популярність принесла роль підхорунжого «Баркаса» у фільмі Вайди «Канал» (1957).
Дружина — актриса Малгожата Лорентовіч-Янчар.
Хворів на психічний розлад, у зв'язку з чим під час загострення захворювання рідко знімався в кіно. Похований у Варшаві на цвинтарі Старі Повонзкі.

## Вибрана фільмографія
- 1954 — П'ятеро з вулиці Барської / Piątka z ulicy Barskiej — Казек Спокорний
- 1955 — Покоління / Pokolenie — Ясь Кроне
- 1957 — Канал / Kanał — — підхорунжий «Баркас»
- 1959 — Косооке щастя / Zezowate szczęście